# 扎哈里夫卡区

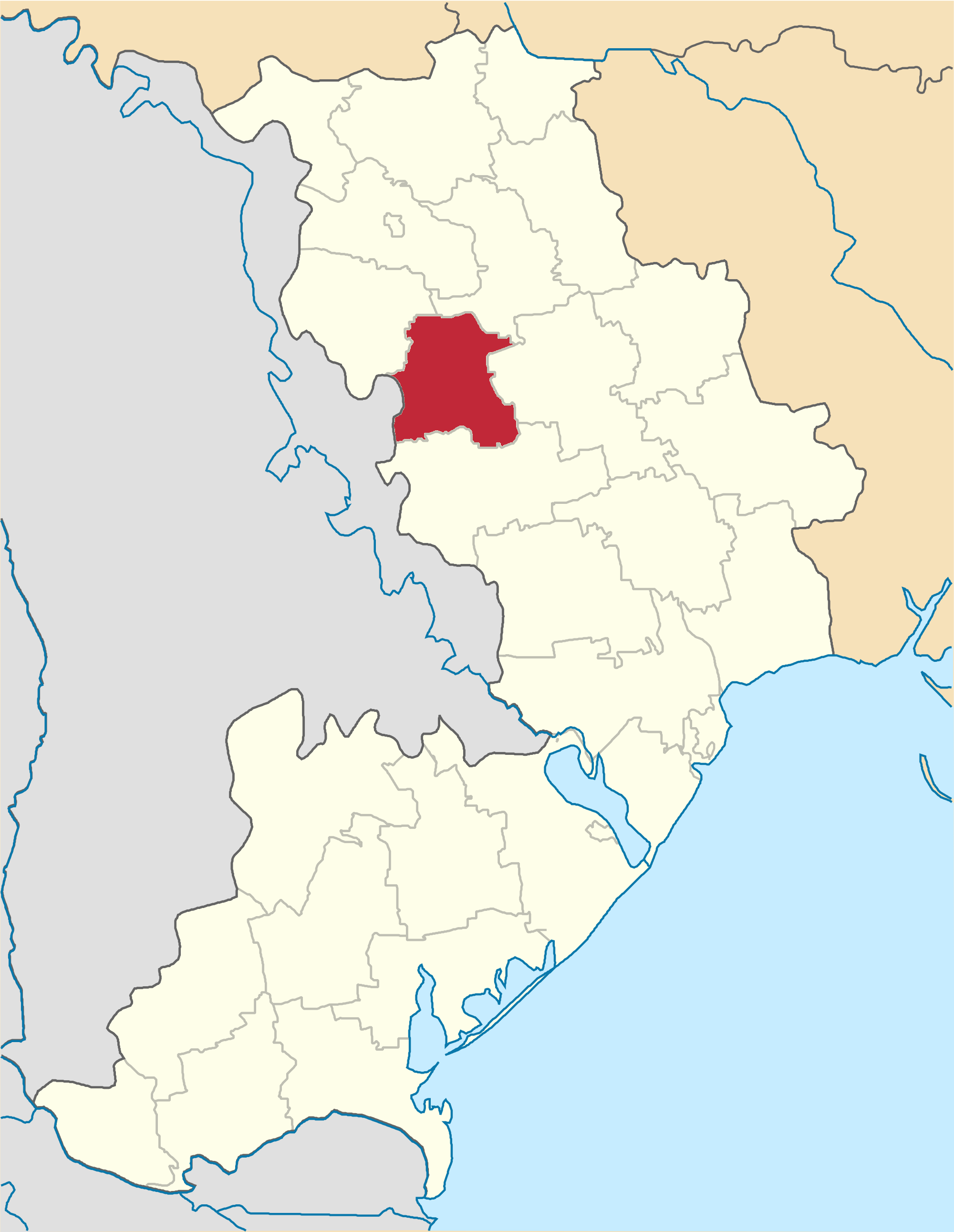
撤销前扎哈里夫卡区在敖德萨州的位置

扎哈里夫卡区（烏克蘭語：Захарівський район），2016年5月前名为伏龙佐夫卡區（烏克蘭語：Фрунзівський район），曾是烏克蘭敖德薩州的一個區，位於該國西南部，行政中心設於扎哈里夫卡，面積956平方公里，2015年人口20,341，人口密度每平方公里21.1人。
该区在2020年7月18日的乌克兰行政区划改革中被撤销，改革后敖德萨州下分为7个区，扎哈里夫卡区合并至羅茲季利納區。